# New London County
New London County is een county in de Amerikaanse staat Connecticut.
De county heeft een landoppervlakte van 1.725 km² en telt 259.088 inwoners (volkstelling 2000). De hoofdplaats is New London.

## Bevolkingsontwikkeling

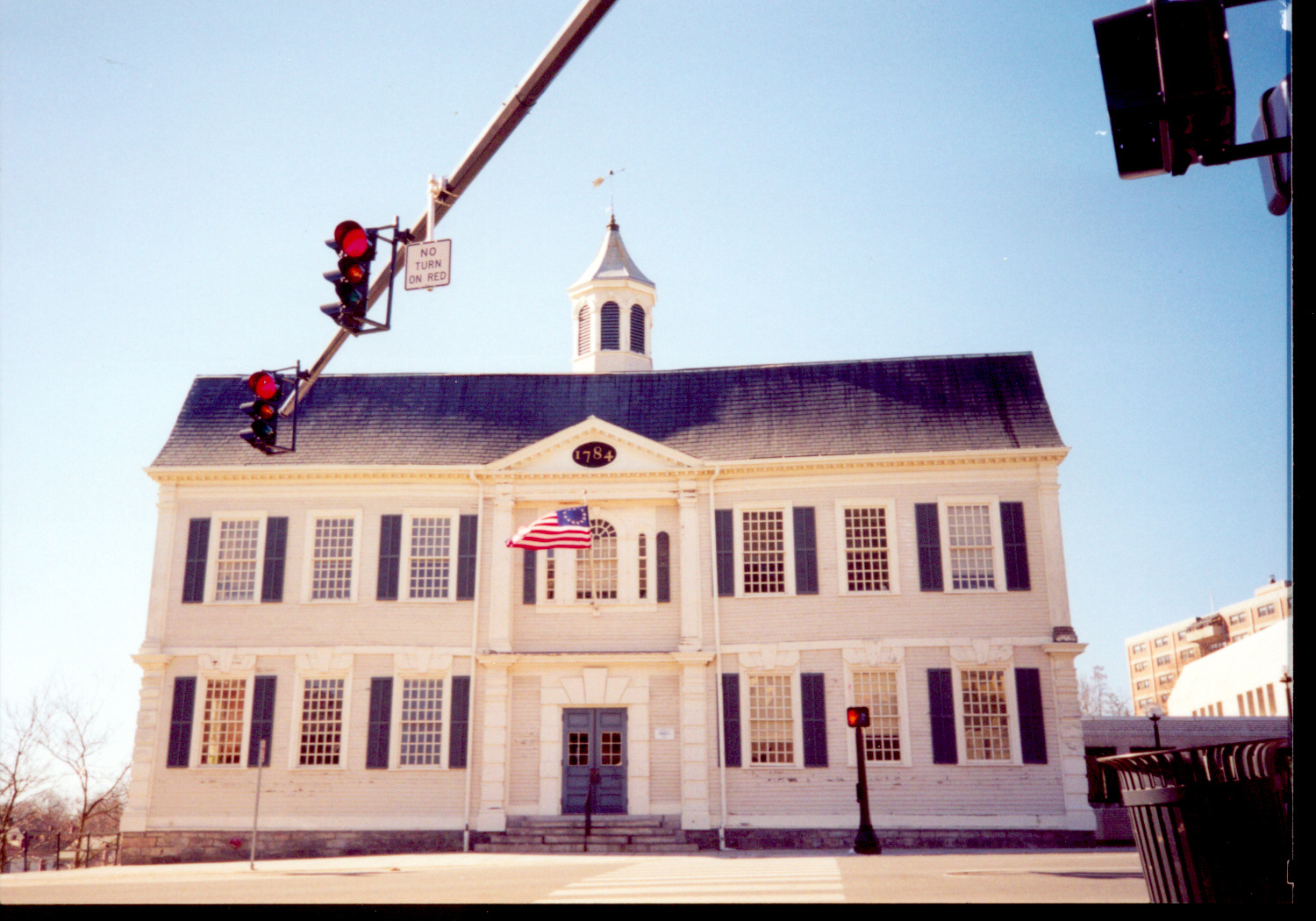
New London County Courthouse